# 天使喷泉

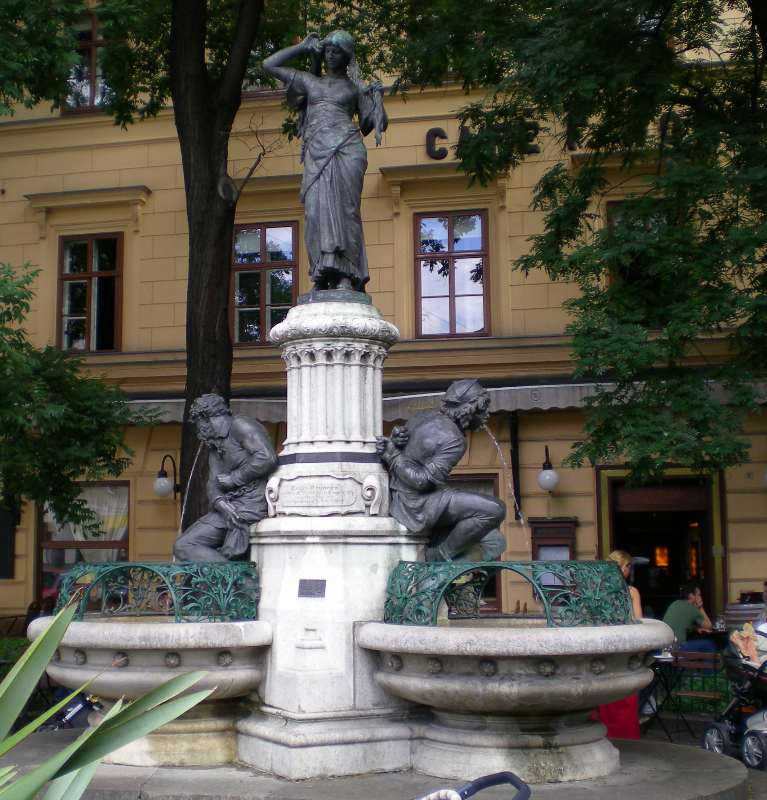
天使喷泉

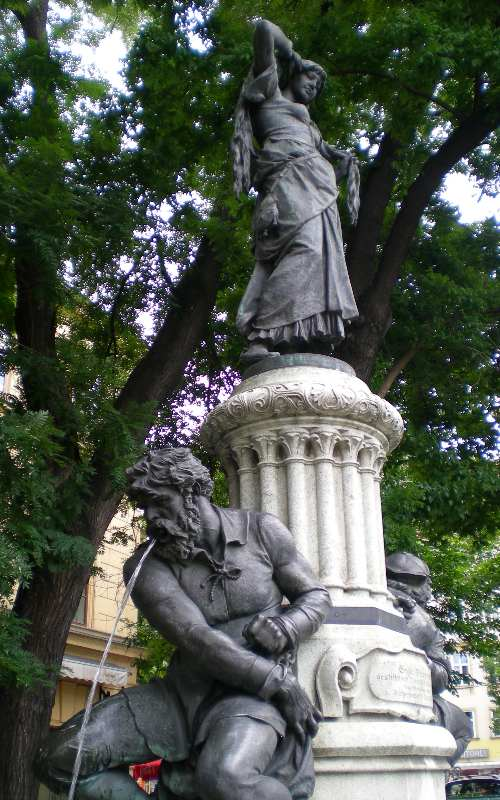
seitliche Ansicht des 天使喷泉

天使喷泉（Engelbrunnen）是一个列为文化遗产的喷泉，位于奥地利维也纳维登区（第四区）的维登大街（Wiedner Hauptstraße）。
天使喷泉得名于捐资40 000克朗兴建此喷泉的 Engel先生。设计者安东尼·帕维尔·瓦格纳，也是鹅少女喷泉的作者。该喷泉描绘聪明的伊丽莎白捕捉了两个可怕的强盗（被捆绑，作为雨漏）。